# François Charpentier
François Charpentier (15 de febrero de 1620 - 22 de abril de 1702) fue un arqueólogo y literato francés.

## Biografía
Nacido el 15 de febrero de 1620 en París, fue contratado por Jean-Baptiste Colbert en la fundación de la Compañía Francesa de las Indias Orientales para elaborar una exposición explicativa del proyecto a Luis XIV de Francia.
Charpentier, que consideraba absurdo el uso del latín en inscripciones monumentales, fue el encargado de añadir leyendas apropiadas a las pinturas de Charles Le Brun expuestas en la Galería del Palacio de Versalles. Sus versos fueron tan indiferentes que tuvieron que reemplazarlos por otros, encargándose este trabajo a Jean Racine y a Nicolas Boileau-Despréaux, ambos enemigos suyos. Charpentier, en su Excellence de la langue française (1683), se anticipó a Charles Perrault en la famosa disputa académica respecto el mérito relativo de los Antiguos y los Modernos. Queda acreditada la participación que tuvo en la producción de la magnífica serie de medallas conmemorativas de los principales acontecimientos de la edad de Luis XIV.
Charpentier, quien recibió durante mucho tiempo una pensión de 1200 libras por parte de Colbert, fue una persona erudita e ingeniosa pero, a la vez, tópica y pesada. Algunas de sus otras obras fueron Vie de Sócrates (1650), una traducción del Cyropaedia de Jenofonte (1658), y el Traité de la peinture parlante (1684).